# Station Boulange
Station Boulange (Frans: Gare de Boulange) was een spoorwegstation in de plaats en gemeente Boulange in Frankrijk.
Het station ligt aan de lijn Fontoy - Audun-le-Tiche. Sinds 1948 is er geen personenvervoer meer op deze lijn. Tot 1975 takte hier tevens de private industrielijn Boulange - Rumelange-Ottange af.